# Рубенс, Генрих
Генрих Рубенс (нем. Heinrich Rubens; 30 марта 1865, Висбаден — 17 июля 1922, Берлин) — немецкий физик-экспериментатор, автор научных трудов по оптике, спектроскопии, физике теплового излучения.

## Биография
В 1884 году, после окончания реальной гимназии во Франкфурте-на-Майне, Рубенс поступил в Высшую техническую школу в Дармштадте, чтобы изучать электротехнику. После двух семестров в Высшей технической школе в Шарлоттенбурге Рубенс осознал, что его интересы лежат в области «чистой» науки и в 1885 году перешёл в Берлинский университет, чтобы заниматься физикой. В следующем году он отправился в Страсбург, чтобы работать под руководством Августа Кундта, вместе с которым в мае 1888 года молодой учёный вернулся в Берлин. Год спустя Рубенс защитил докторскую диссертацию, работал ассистентом и приват-доцентом (с 1892 года) в Физическом институте при университете, пока в 1896 году не перешёл в Высшую техническую школу в Шарлоттенбурге, где в 1900 году занял должность профессора. В 1906 году он был избран профессором экспериментальной физики Берлинского университета и директором Физического института и занимал эти посты до конца жизни. В 1912 году Рубенс в качестве представителя Прусской академии наук посетил празднования 250-летнего юбилея Лондонского королевского общества и зачитал приветственный адрес. Во время первой мировой войны он сохранял дружеские отношения с учеными из вражеских стран, помогал интернированным; лишения военных лет подорвали его здоровье. Учёный скончался от лейкемии в возрасте 57 лет.

## Научная деятельность
Бо́льшая часть научных исследований Рубенса связана с инфракрасным (ИК) диапазоном спектра электромагнитного излучения. Уже в 1889 году Рубенс начал измерения длины волны ИК лучей при помощи болометра и решетки Роуленда. В 1896 году вместе с американцем Эрнестом Фоксом Николсом (англ. Ernest Fox Nichols) разработал так называемый метод остаточных лучей (Restrahlenmethode), основанный на том факте, что вещества особенно сильно отражают излучение в области сильного поглощения; тогда за счёт многократного отражения света от таких селективно отражающих зеркал можно выделить в спектре те или иные частоты. К 1898 году этим методом удалось измерить длины волн вплоть до 61,1 мкм (использовался кристалл сильвина). Эта методика была использована для изучения свойств теплового излучения в длинноволновой области. В 1900 году Рубенс совместно с Фердинандом Курльбаумом измерил спектр чёрного тела вплоть до длины волны 51,2 мкм и подтвердил несправедливость закона излучения Вина в длинноволновой области, причем интенсивность теплового излучения в этом диапазоне становилась пропорциональной температуре. Эти эксперименты создали предпосылки для вывода Максом Планком своей знаменитой формулы и создания в дальнейшем квантовой теории теплового излучения. Формула Планка была с высокой точностью проверена в последующих опытах; в частности, в 1921 году, незадолго до своей смерти, Рубенс сообщил о результатах своих новых измерений, которые полностью подтверждали выводы квантовой теории. По словам Планка,

Без участия Рубенса формулировка закона излучения и тем самым обоснование квантовой теории, может быть, произошло бы совершенно другим путём и даже не в Германии.
— Планк М. Речь памяти Генриха Рубенса // Планк М. Избранные труды. — М.: Наука, 1975. — С. 673.
В последующие годы Рубенс продолжал развивать свой подход и продвигаться все дальше в область длинных волн. Так, в работе, выполненной совместно с Робертом Вудом, использовался метод кварцевой линзы: показатель преломления кварца существенно разнится в ближнем и дальнем ИК-диапазоне, благодаря чему можно выделить излучение на больших длинах волн. Таким образом удалось получить лучи на длине волны 110 мкм от газокалильной сетки; использование в качестве источника ртутно-кварцевой лампы позволило продвинуться до 300 мкм. Этот метод позволил Рубенсу и его сотрудникам изучить дисперсионные и абсорбционные свойства различных веществ в ИК области и проверить справедливость соотношения ({\displaystyle n^{2}=\varepsilon }) между показателем преломления и диэлектрической проницаемостью. Другой областью применения метода стала экспериментальная проверка теории вращательных спектров, благодаря чему удалось определить момент инерции молекулы воды.
В 1900—1903 годах Рубенс вместе с Эрнстом Хагеном провел классические опыты по измерению отражательной способности металлов, которые подтвердили выводы электромагнитной теории света о том, что в длинноволновой области отражательная способность определяется только электропроводностью металла. На протяжении своей научной карьеры учёный сконструировал ряд новых приборов — болометр, термостолбик, зеркальный гальванометр и другие. Характеризуя Рубенса как ученого, Джозеф Лармор писал:

Легкость и простота способа мышления Рубенса поражали. Задачи, к решению которых он хотел приступить, приходили к нему естественным образом, без всякого налёта теоретических трудностей. Как Фарадей и многие другие экспериментаторы, он был примером того, как далеко может завести простая физическая интуиция.
Оригинальный текст (англ.)One was struck with the ease and simplicity of Rubens' mode of thought. The problems which he wished to attack came naturally to him, without any incrustation of theoretical comlexities. Like Faraday and many another experimenter, he was an example of how far simple physical intuition could lead.
— Prof. Heinrich Rubens // Nature. — 1922. — Vol. 110. — P. 742.

## Награды и членства
- Член Прусской академии наук (1907)
- Медаль Румфорда (1910)
- Почетный доктор Кембриджского университета (1912)

## Основные сочинения
- Rubens H. Prüfung der Ketteler-Helmholtz'schen Dispersionsformel // Annalen der Physik. — 1894. — Bd. 289. — S. 267—286.
- Rubens H., Nichols E. F. Versuche mit Wärmestrahlen von grosser Wellenlänge // Annalen der Physik. — 1897. — Bd. 296 (60). — S. 418—462.
- Rubens H., Aschkinass E. Die Reststrahlen von Steinsalz und Sylvin // Annalen der Physik. — 1898. — Bd. 301 (65). — S. 241—256.
- Hagen E., Rubens H. Das Reflexionsvermögen von Metallen und belegten Glasspiegeln // Annalen der Physik. — 1900. — Bd. 306. — S. 352—375.
- Rubens H., Kurlbaum F. Anwendung der Methode der Reststrahlen zur Prüfung des Strahlungsgesetzes // Annalen der Physik. — 1901. — Bd. 309 (4). — S. 649—666.
- Rubens H., Wood R. W. Focal isolation of long heat-waves // Philosophical Magazine Series 6. — 1911. — Vol. 21. — P. 249—261.
- Rubens H. Über die optischen und elektrischen Symmetrieachsen monokliner Kristalle // Zeitschrift für Physik. — 1920. — Vol. 1. — P. 11—31.